# 魚香肉絲
- 魚香肉糸
- 魚香肉絲

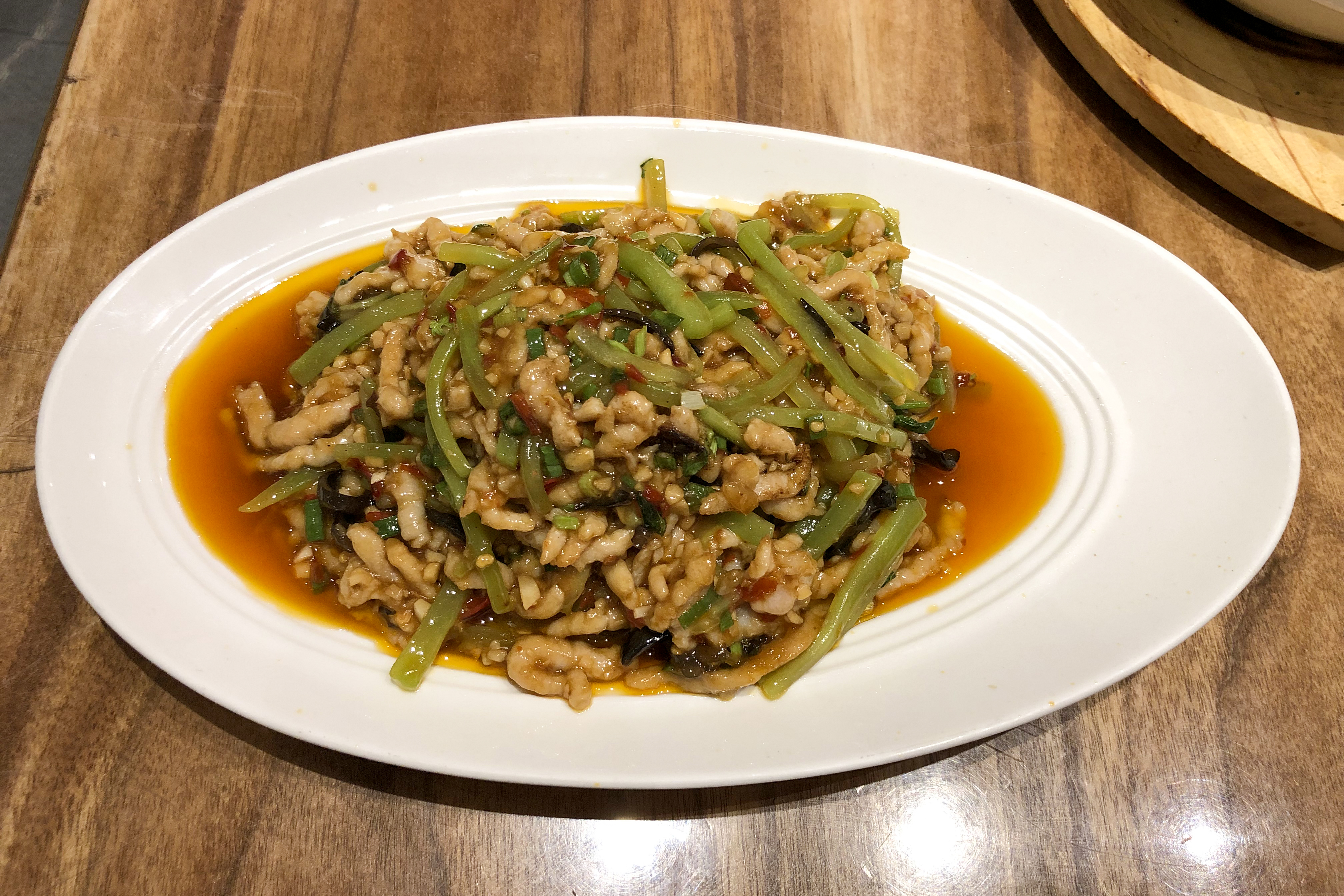
細切りにした山クラゲが加えられた魚香肉絲

魚香肉絲（ユーシャンロースー、ユイシャンルウスー、拼音: Yú xiāng ròu sī）は、代表的な成都系四川料理の一つ。その名の通り魚香を味付けに用い、新鮮で濃厚なショウガとニンニクを使った塩辛さ・甘味・酸味・辛味の入り混じった香り高い風味が特徴である。

## 材料と調理法
一説には、成都にいたある母親が魚を料理した残りの味付け調味料で豚肉を炒めたことから生まれたとされる。宣統元年（1909年）に出版された四川料理のレシピ本『成都通覧』に、魚香茄子や魚香猪肝、魚香腰子と並んでその名が見える。
脂肪3割・赤身7割の豚肉、他に水で戻した干しタケノコ・キクラゲ・赤唐辛子の泡椒(唐辛子の漬物)・切り込んだショウガ・ニンニク（他に白ネギなど）を用い、それに適量の塩・醤油・酢・白砂糖などの調味料を加えて調理する。魚香肉絲は「油は見えるがスープは見えない」ようにすることに気をつけ、そのためには魚香の比率に注意しなければならない。「肉絲」の名の通りに豚肉は細かく刻み、ショウガとニンニクはみじん切りにし、泡菜と一緒にカリカリと香りが出るまで炒める。そうすることで豚肉が柔らかくなり、口の中に入れても辛いだけの味にならない。

## その他
- 中国初の有人宇宙飛行を行った神舟5号には、宇宙食として八宝飯、魚香肉絲、宮保鶏丁といった中華料理が用意されていた[8]。

## 参考書籍
- Cynthia Y. Ning; John S. Montanaro (2012-02-14). Encounters: Chinese Language and Culture, Student Book 2. Yale University Press. ISBN 978-0300161632
- 楊磊、楊天慶『用英文了解中國』崧博出版、2019年1月23日。ISBN 978-9576817816。

| サブスタブ | この項目は、まだ閲覧者の調べものの参照としては役立たない、書きかけの項目です。この項目を加筆・訂正などしてくださる協力者を求めています。このテンプレートは分野別のサブスタブテンプレートやスタブテンプレート（Wikipedia:分野別のスタブテンプレート参照）に変更することが望まれています。 |